# Harri Koskinen
Pour les articles homonymes, voir Koskinen.
Harri Koskinen est un designer finlandais né le 29 avril 1970 à Karstula.

## Biographie
Harri Kaskinen étudie à l'institut de design de Lahti et à l'université d'arts et de design d'Helsinki où il obtient son diplôme en 1998. En 2000, il fonde sa propre agence appelée Friends of Industry. 
Il est notamment le créateur de la Block Lamp, qui lui vaut un succès immédiat et de nombreux prix.

## Son œuvre
Le travail de Koskinen s'inscrit dans la tradition d'un design finlandais simple et fonctionnel. La Block Lamp, en forme de gros glaçon, est faite de deux blocs de verre dans lesquels l'ampoule est encastrée. Malgré son originalité, elle prolonge le travail de designers d'objets en verre comme Timo Sarpaneva ou Tapio Wirkkala. 
La Block Lamp fait partie des collections du MoMA. Harri Koskinen a par ailleurs reçu le Compas d'or en 2004 pour la chaise Muu.

## Réalisations marquantes
- Block Lamp (1996), Design Stockholm house
- Conteneur Fatty (1998), Schmidinger
- Photophore Lantern (1999), Iittala
- Chaise Muu (2003), Montina
- Carafe IIttala 125, Iittala